# Блескенсграф
Блескенсграф (нід. Bleskensgraaf) — місто в нідерландській провінції Південна Голландія. Входить до муніципалітету Моленланден.
Його площа становить 12,7 км².
До 1986 року мало статус окремого муніципалітету.

## Галерея

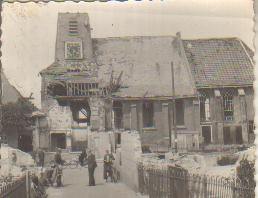
Пошкоджена церква у місті
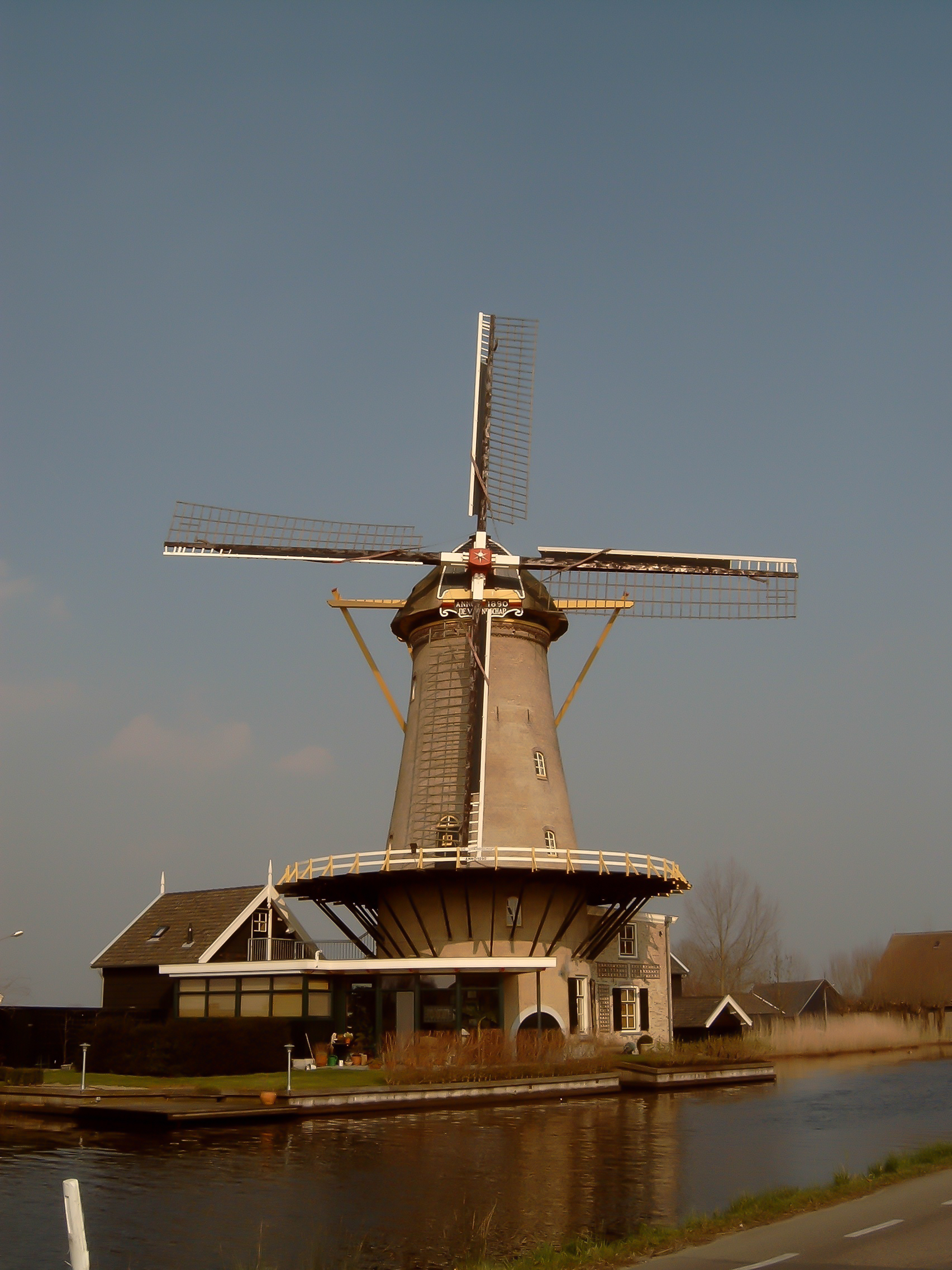
Вітряк 'De Vriendschap'
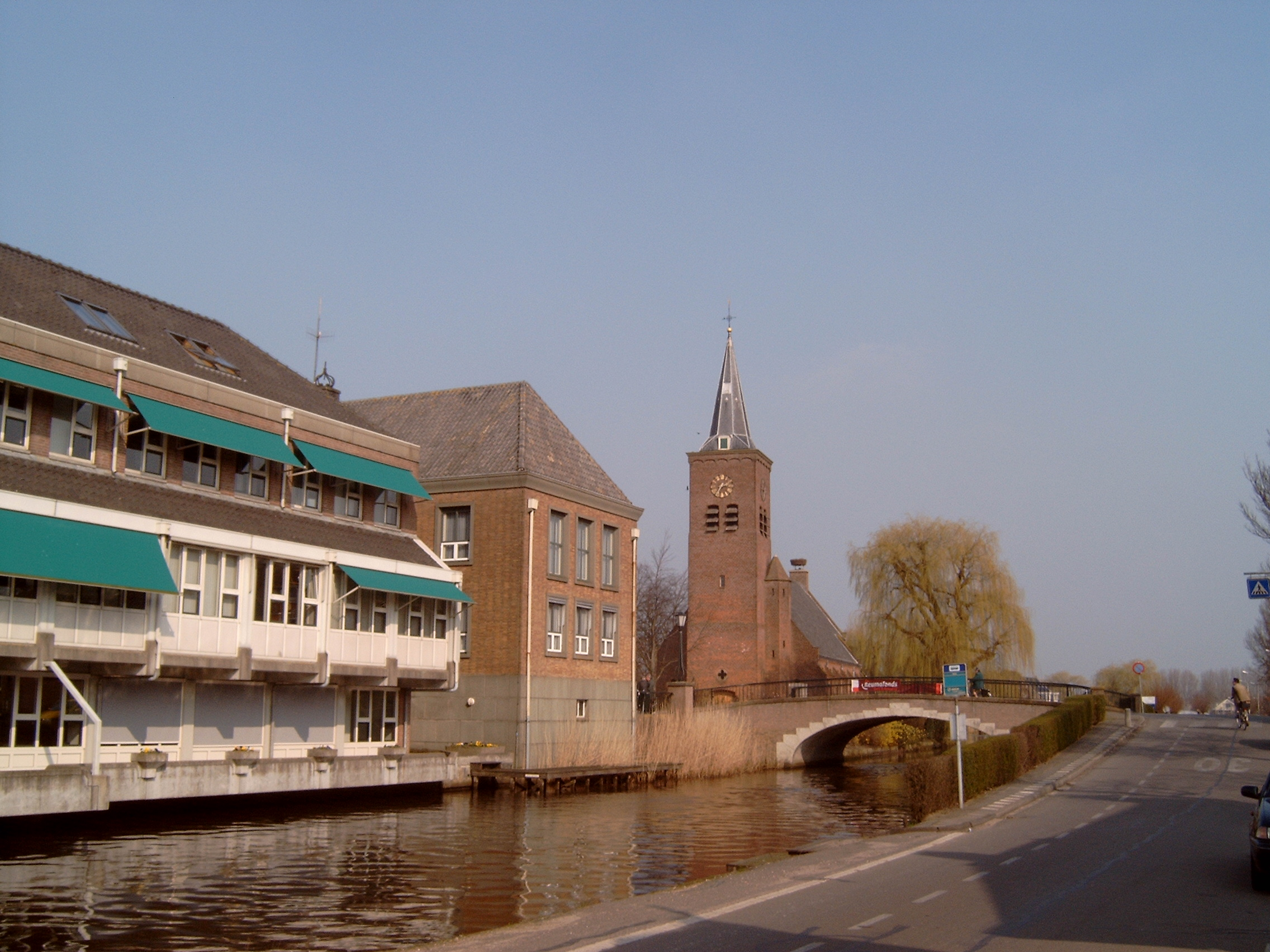
Будівлі мерії і церкви
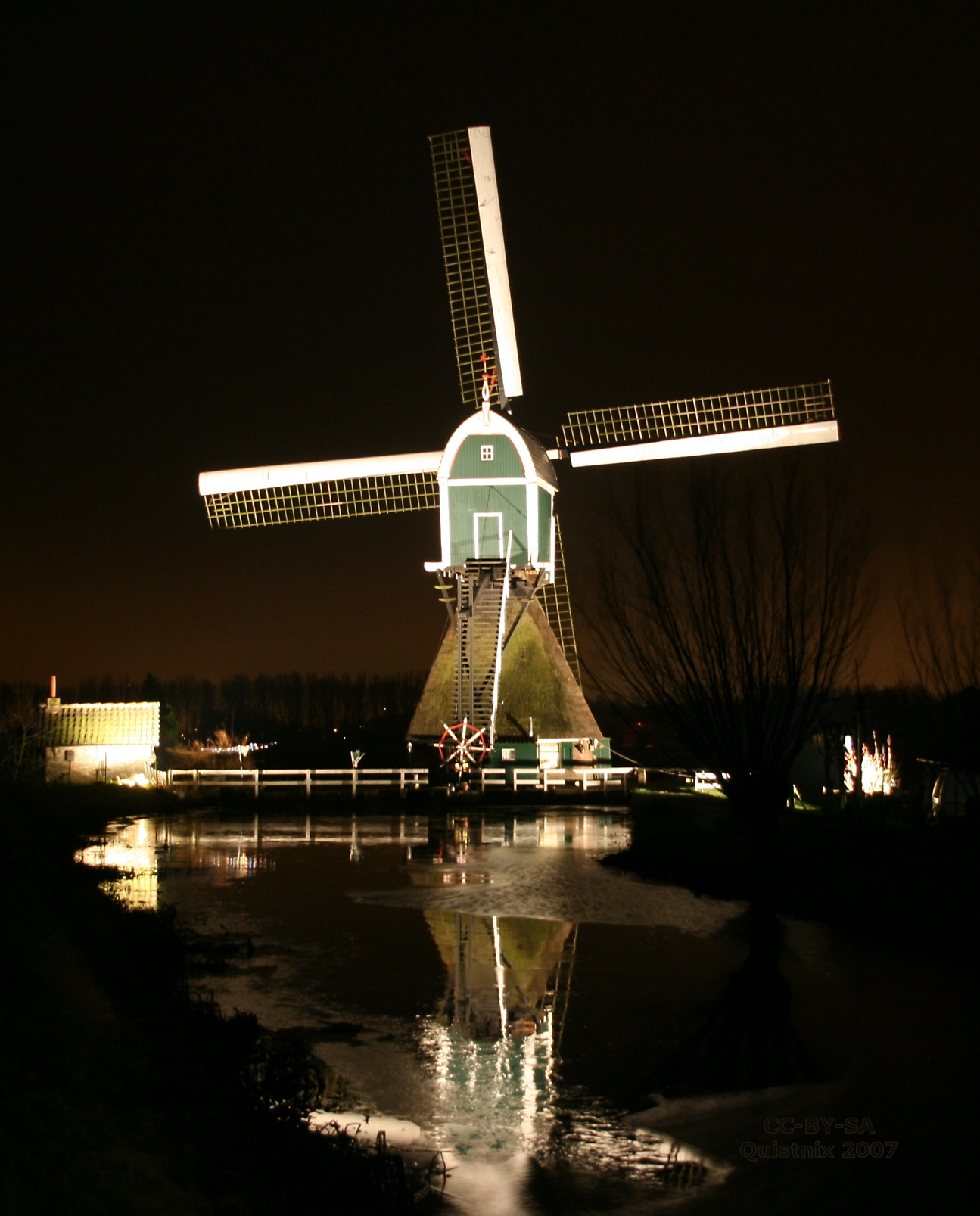
Вітряк 'De Wingerdse Molen'